# إديث هيرش
إديث هيرش (بالألمانية: Edith Hirsch)‏ هي اقتصادية ألمانية، ولدت في 2 نوفمبر 1899 في برلين في ألمانيا، وتوفيت في 7 يناير 2003. عملت إديث أيضًا كمدرّسة في المدرسة الجديدة للبحوث الاجتماعية New School for Social Research.

## حياتها
ولدت إديث في برلين، ألمانيا لأبويها أدولف وفلورا يارسلوفسكي[2]، وكانت الثالثة من بين خمس أبناء.
حصلت هيرش على شهادة البكالوريوس من جامعة هايدلبرغ في عام 1925.
تعرفت هيرش على زوجها يوليوس في منزل ألبرت أينشتاين الذي كان في وقتها صديقًا مقربًا لأمها، ثم تزوجا عام 1927 وأنجبا طفلهما الوحيد عام 1982. انتقل الزوجان للعيش في كوبنهاجن عام 1933، ثم اضطرا للانتقال إلى الولايات المتحدة الأمريكية عام 1941 بعد الغزو الألماني للدنمارك عام 1940.
حصلت هيرش على إجازة في العلوم الاجتماعية من المدرسة الجديدة للبحوث الاجتماعية في نيويورك عام 1934. قام الزوجان بعدها بإعطاء المحاضرات طيلة الفترة بين عامي 1940 و1950 في نفس المدرسة.
عملت هيرش برفقة زوجها كمستشارة في العديد من الشركات، إلا أن وفاة زوجها عام 1961 اضطرها لإغلاق شركتهما الاستشارية، لكنها تابعت نشر الأوراق البحثية وأكملت عملها حتى بعد وصولها إلى سنواتها الأخيرة من العمر.
انتقلت هيرش إلى واشنطن في عام 1989 وتوفيت في 7 يناير/كانون الثاني عام 2003

## أعمالها المنشورة
قدمت هيرش للصحف العديد من التوقعات الاقتصادية حول وزارة الزراعة الأمريكية بين أواخر الأربعينات وأوائل الخمسينات، واضطرت في بعض الأحيان إلى النشر تحت اسم زوجها يوليوس. تضمنت أعمالها المنشورة توقعات حول الإنفاق المالي وأسعار الغذاء والفائض والعجز المالي.
قدمت يد المساعدة عام 1965 لجورج تيز من أجل تعديل وصية عائلته حول امتلاك سلسلة متاجر هيرمان تيتز.
استمرت إديث بنشر أعمالها بعد وفاة زوجها، من ضمن تلك الأعمال: «الإمدادات الغذائية في أعقاب الحرب العالمية الثانية» في عام 1933.